# Urso-azul-tibetano
O urso-azul-tibetano ou urso-tibetano (Ursus arctos pruinosus) é uma subespécie do urso-pardo (Ursus arctos) encontrada no leste do platô tibetano. Também é chamado de urso-azul-do-Himalaia, urso-das-neves-do-Himalaia, urso-pardo-tibetano ou urso-cavalo. Na língua tibetana, é conhecido como Dom gyamuk.

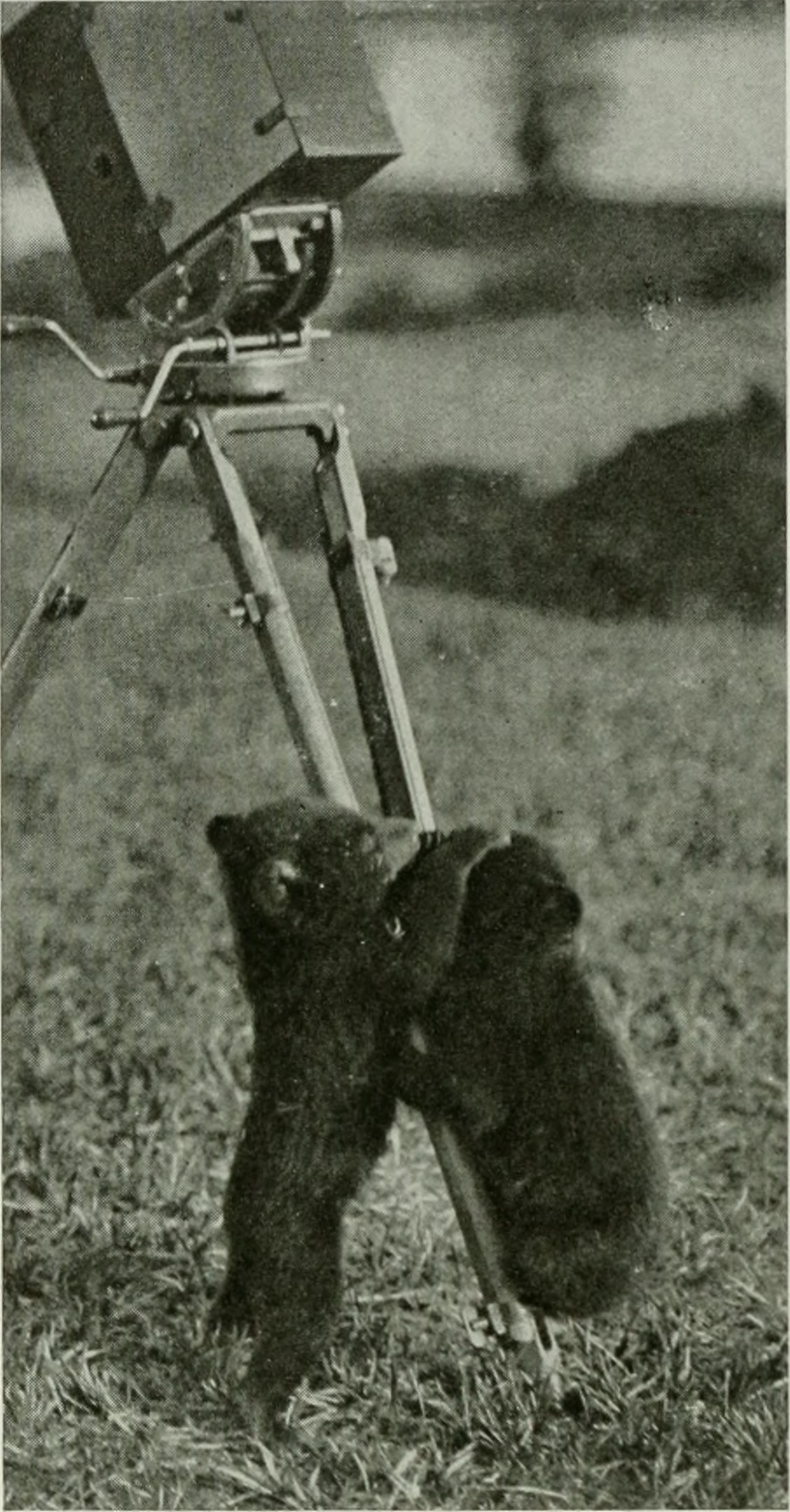
A legenda da foto de 1917 diz: "dois filhotes de urso tibetano" que aparentam ser o ursus arctus pruinosus.

Uma das subespécies de urso mais raras do mundo, o urso-azul-tibetano raramente é avistado na natureza. O urso-azul é conhecido no Ocidente apenas por um pequeno número de amostras de peles e ossos. Foi classificado pela primeira vez em 1854 por Edward Blyth, um zoólogo inglês.

## História taxonômica
O urso-de-Gobi às vezes é classificado como sendo da mesma subespécie que o urso-azul-tibetano. Isso se baseia em semelhanças morfológicas das duas subespécies e na crença de que o urso-de-Gobi, que habita no deserto, representa uma população remanescente do urso-azul. No entanto, o urso-de-Gobi é classificado, muitas vezes, como uma subespécie própria e se assemelha a outras populações de ursos-pardos asiáticos.

## Habitat e distribuição

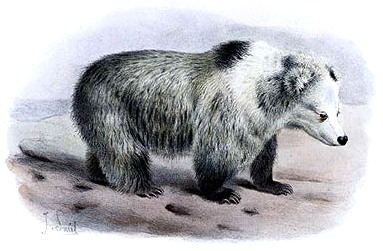
Ilustração de um urso azul tibetano por Joseph Smit.

É possível que uma amostra ocasional seja observada viajando pelos picos das montanhas altas durante períodos de escassez de alimentos ou em busca de um companheiro. No entanto, as informações limitadas disponíveis sobre os hábitos e a distribuição geográfica do urso-azul dificultam a confirmação dessas especulações.

## Estado de conservação

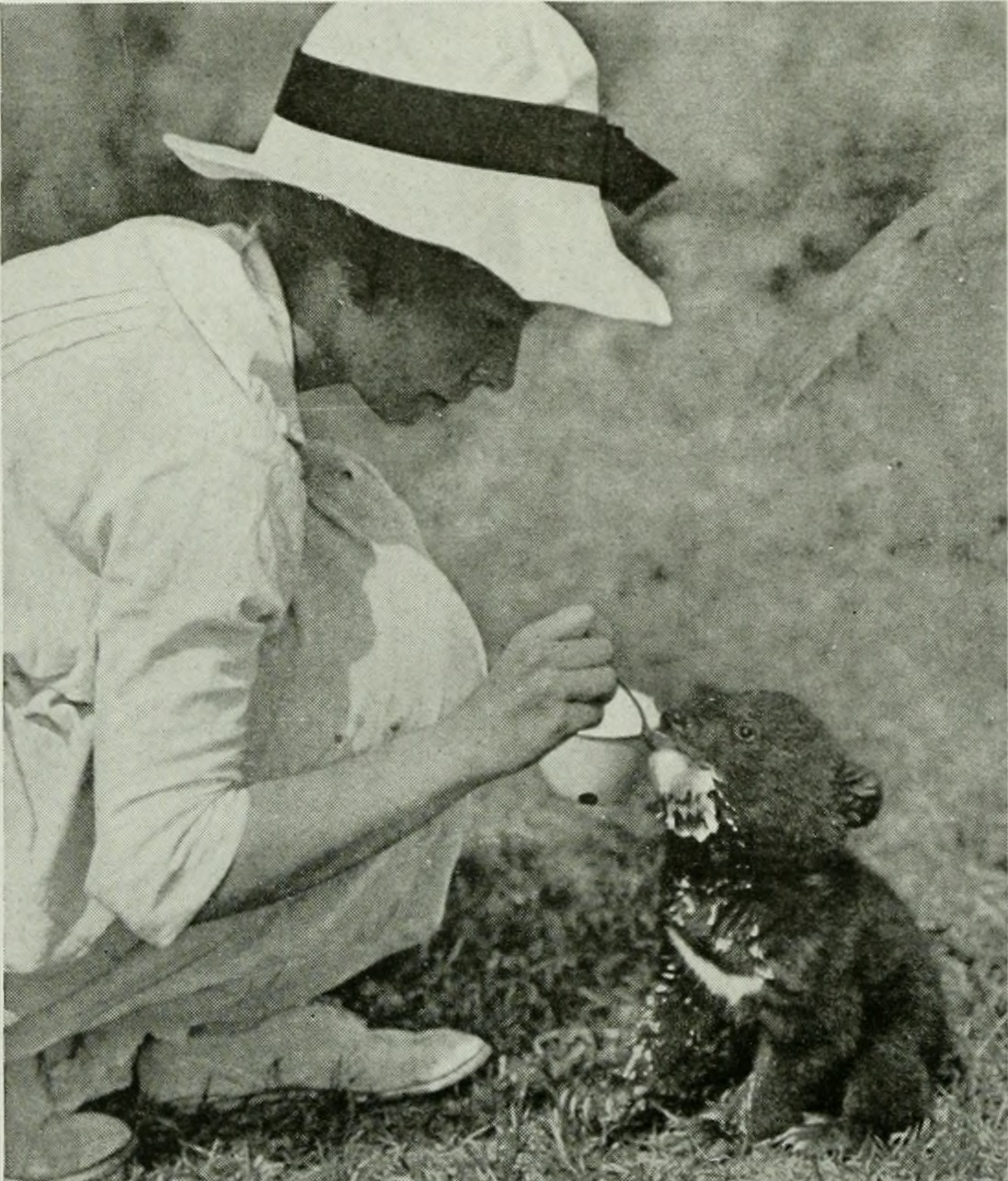
Sra. Yvette Borup Andrews (esposa de Roy Chapman Andrews) alimentando filhote de urso-azul-tibetano em 1917

O estado exato de conservação do urso-azul é desconhecido, devido a informações limitadas. No entanto, nos Estados Unidos, o comércio de espécimes ou produtos de ursos-azuis é restrito pela Lei de Espécies Ameaçadas. Também está listado no Apêndice I da Convenção sobre Comércio Internacional de Espécies Ameaçadas de Extinção (CITES), como uma espécie protegida. É ameaçada pelo uso da bile de urso na medicina tradicional chinesa e na invasão de seus habitats.